# Pontevedra (Capiz)
Pontevedra is een gemeente in de Filipijnse provincie Capiz op het eiland Panay. Bij de laatste census in 2007 had de gemeente ruim 42 duizend inwoners.

## Geografie

### Bestuurlijke indeling
Pontevedra is onderverdeeld in de volgende 26 barangays:
| - Agbanog - Agdalipe - Ameligan - Bailan - Banate - Bantigue - Binuntucan - Cabugao - Gabuc - Guba - Hipona - Intungcan - Jolongajog | - Lantangan - Linampongan - Malag-it - Manapao - Ilawod - Ilaya - Rizal - San Pedro - Solo - Sublangon - Tabuc - Tacas - Yatingan |

## Demografie
Pontevedra had bij de census van 2007 een inwoneraantal van 42.003 mensen. Dit zijn 1.900 mensen (4,7%) meer dan bij de vorige census van 2000. De gemiddelde jaarlijkse groei komt daarmee uit op 0,64%, hetgeen lager is dan het landelijk jaarlijks gemiddelde over deze periode (2,04%). Vergeleken met de census van 1995 is het aantal mensen met 3.780 (9,9%) toegenomen.

De bevolkingsdichtheid van Pontevedra was ten tijde van de laatste census, met 42.003 inwoners op 130,9 km², 320,9 mensen per km².